# 火山碎屑流

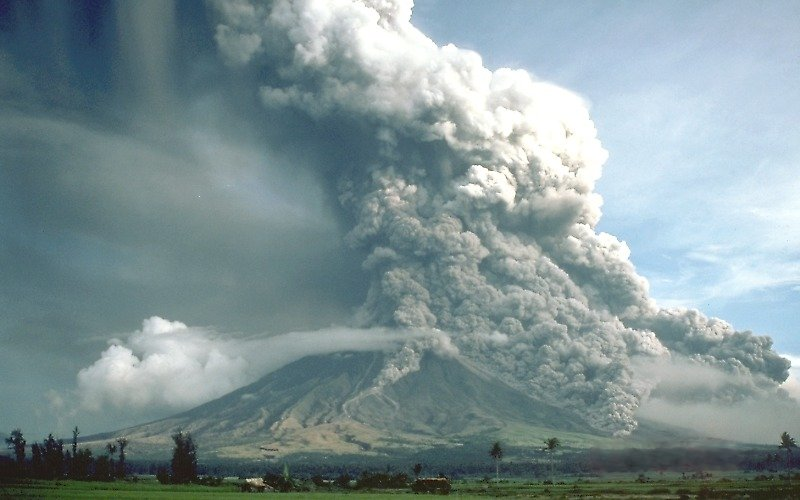
菲律賓馬榮火山的火山碎屑流，1984年

火山碎屑流是某些火山爆發後的一種常見而極具毀滅性的現象，為快速流動的熾熱的氣體、灰和岩石（被稱為火山灰或火山碎屑），可從火山以每小時700公里的速度向外噴出。氣體溫度通常是在攝氏800~1000度。火山碎屑流通常順火山斜坡向下運動，速度取決於其密度、噴發速度與山坡的傾斜度。

## 发现史

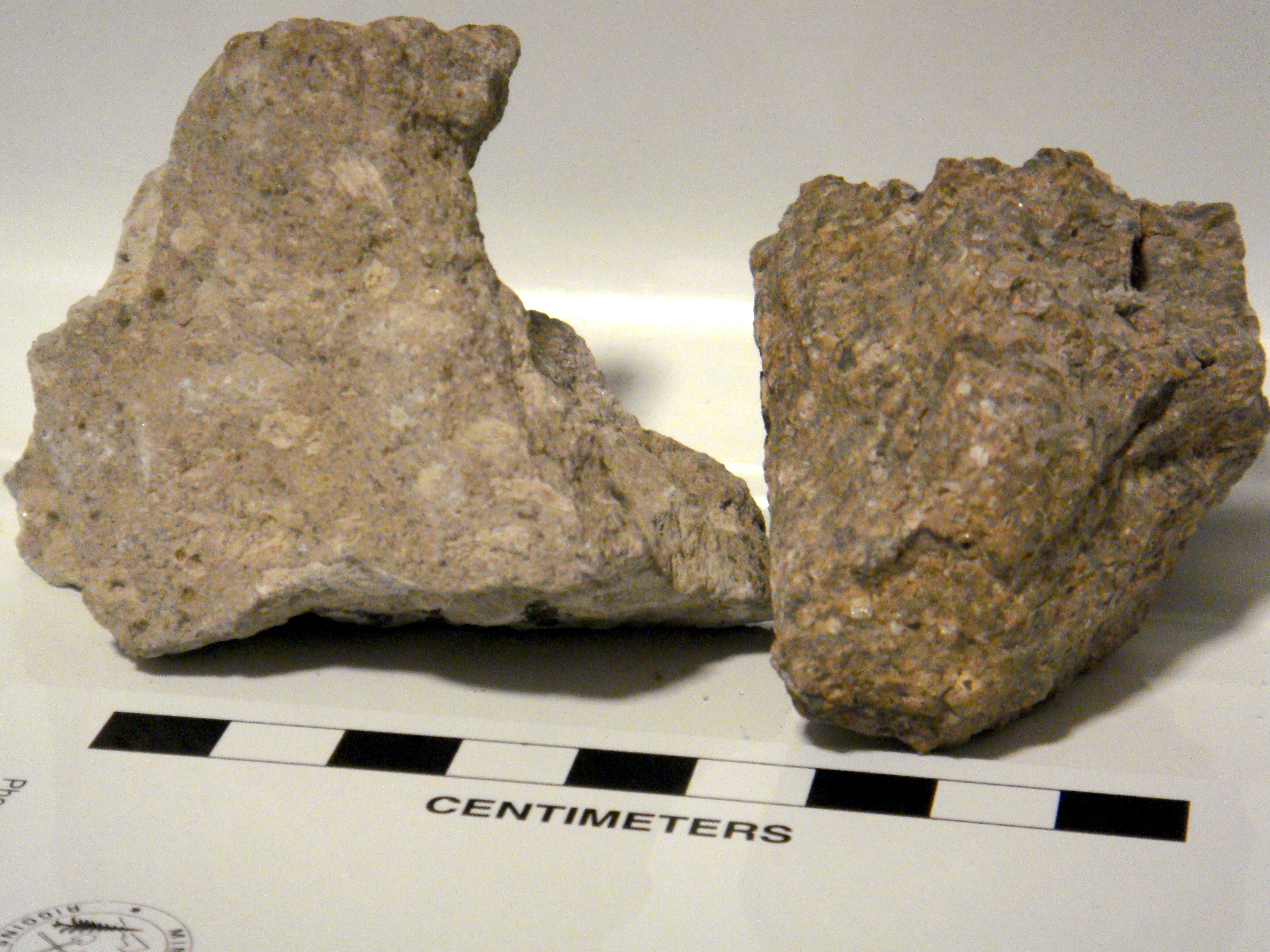
來自主教凝灰岩的岩石，左側未壓縮，帶有浮岩； 右側用火焰壓縮

1902年，加勒比海法属马提尼克的培雷火山喷发，温度超过1,075℃的火山碎屑流在一分钟内就覆盖整个圣皮埃尔，瞬间点燃所有可燃物，导致超过三万人刹那间丧生。培雷火山爆發的研究，標誌現代火山學開始，科学家首次认识到火山碎屑流这种自然现象，安托萬·拉克魯瓦（Antoine Lacroix）是第一個描述火山碎屑流現象的地質學家。

## 成因
- 普林尼式火山噴發的喷发柱的来源耗盡（Fountain collapse）。噴出的物質加熱了四周的空氣，其混合物因對流運動升上許多千米高的大氣層。但如果噴出氣流不能充分加熱四周的空氣，對流運動將不足以提供足夠動力把火山噴出煙柱送上高空，其混合物則會沿着火山斜坡滾落下去。
- 武尔卡诺型火山喷发的喷发柱的来源耗盡（Fountain collapse）。火山噴出的氣體與其他噴出物形成致密的雲狀物質造成了火山碎屑流。
- 火山口噴出熔岩排氣時形成的熔结凝灰岩。
- 熔岩穹丘重力垮塌。花岗岩等含有二氧化硅的岩石形成粘稠的岩浆，在火山口堆砌成不稳定的熔岩穹丘，穹丘崩塌时便会产生碎屑流（如苏弗里埃尔火山1997年的喷发，致死19人。）
- 側噴發（英语：Lateral eruption），快速變為一場重力流。

## 规模与威力

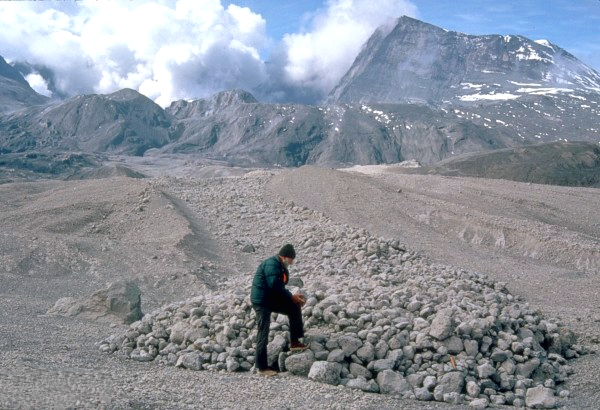
一位科学家在1980年喷发的圣海伦斯火山碎屑流现场检查浮岩。

火山碎屑流的体积从几百立方米到超过一千立方公里，虽然这个尺度的事件在最近几十万年未发生。通常的火山碎屑流有1到10立方公里，流经数千米。碎屑流通常包括两部分：贴地的底层流（basal flow）包含更大更粗糙的火山砾与岩石碎块，其上漂浮着极热的烟云，由于碎屑流与周围较冷的空气之间的混合与加热导致的扩散与对流。
奔涌的火山砾的动能将扫平沿途的树木与建筑。高速并炙热的烟尘气体将瞬间致死一切生物。 
火山碎屑流遇到水面，其中的致密的火山砾与岩石碎块会落入水体，加热水体形成大量蒸汽，使得火山碎屑流中更轻的烟云更为壮大，以更快速度奔流更远。1883年印尼的喀拉喀托火山爆發形成的火山碎屑流跨过48公里海面抵达了苏门答腊岛。
火山碎屑流遇到大量水体会形成火山泥流。 
月球表面的月溪，被认为是火山碎屑流的遗跡。